# 滝見信号場

滝見信号場（たきみしんごうじょう）は、岩手県一戸町にあった、日本国有鉄道東北本線（現・いわて銀河鉄道線）の信号場である。

## 構造
いわゆる戦時型信号場で、小繋駅より3.1 kmの地点に、小鳥谷駅から4.6 kmの地点にあった。
単線時代は急勾配で知られる十三本木峠を越えるために、スイッチバック式の信号場となっており、小繋寄りと小鳥谷寄りに引き上げ線が1本ずつあった。1965年に小繋 - 滝見信号場が複線化されてからは複線始終端型の配線となった。

## 歴史
- 1944年（昭和19年）10月11日：開業。
- 1965年（昭和40年）9月27日：小繋 - 当信号場が複線化。これに伴いスイッチバックが廃止され、複線始終端型の配線となる。
- 1967年（昭和42年）7月25日：当信号場 - 小鳥谷の複線化に伴い廃止。

## 周辺
- 国道4号

## 隣の施設
日本国有鉄道
東北本線
小繋駅 - （滝見信号場） - 小鳥谷駅